# Mô hình tỷ giá tăng quá mức
Mô hình tỷ giá tăng quá mức là một mô hình về nền kinh tế vĩ mô mở do Rudi Dornsbusch phát triển cho thấy khi cung tiền tăng đột ngột, tỷ giá hối đoái danh nghĩa sẽ lập tức tăng vọt vượt mức tăng dài hạn của nó.

## Giả thiết
Mô hình này dựa trên một số giả thuyết quan trọng của chủ nghĩa Keynes, đó là những thay đổi về tiền tệ không ảnh hưởng đến khu vực tài sản thực trong dài hạn và giá cả cứng nhắc trong ngắn hạn.
Mô hình còn giả thiết rằng ban đầu, nhà đầu tư không hề dự tính đến việc tăng tỷ giá.
Tồn tại một tương quan lãi suất giữa lãi suất trong nước và lãi suất ở nước ngoài.

## Thành lập mô hình
Mô hình có thể diễn giải bằng phương trình:
i = i* + [E(e(t))]/e(t)
Trong đó i là lãi suất trong nước, i* là lãi suất ở nước ngoài, E là giá trị kỳ vọng, e(t) là đạo hàm của tỷ giá hối đoái theo thời gian còn e(t) là tỷ giá hối đoái tại thời điểm t.
Giả sử, ngân hàng trung ương nước ngoài thực hiện chính sách tiền tệ nới lỏng. Lãi suất nước ngoài, vì thế, trở nên cao hơn lãi suất trong nước, i < i*. Khi các nhà đầu tư quan sát thấy kết quả này, họ liền dự tính rằng đồng tiền trong nước sẽ lên giá, liền bán ngoại tệ và mua tiền trong nước vào. Hậu quả là tỷ giá hối đoái định danh bằng ngoại tệ tăng vọt quá mức cân bằng dài hạn.
Về lâu dài, tỷ giá hối đoái mới giảm xuống điểm cân bằng dài hạn.

## Hàm ý
Mô hình này chỉ ra rằng một phản ứng ngắn hạn trên thị trường ngoại hối có thể biến thành một phản ứng dài hạn như thế nào. Đồng thời, nó còn giúp người ta hiểu được tại sao tỷ giá hối đoái lại biến động mạnh hàng ngày.